# Meridiano 77 E
O meridiano 77 E é um meridiano que, partindo do Polo Norte, atravessa o Oceano Ártico, Ásia, Oceano Índico, Oceano Antártico, Antártida e chega ao Polo Sul. Forma um círculo máximo com o Meridiano 103 W.
Começando no Polo Norte, o meridiano 77º Este tem os seguintes cruzamentos:
| País, território ou mar | Notas                                                           |
| ----------------------- | --------------------------------------------------------------- |
| Oceano Ártico           |                                                                 |
| Rússia                  | Ilha Vize                                                       |
| Oceano Ártico           | Mar de Kara                                                     |
| Rússia                  | Ilha Oleniy                                                     |
| Baía Yuratski           |                                                                 |
| Rússia                  | Península de Guida                                              |
| Baía Khalmyer           |                                                                 |
| Rússia                  | Península de Guida                                              |
| Estuário do Taz         |                                                                 |
| Rússia                  |                                                                 |
| Cazaquistão             | Passa no Lago Balkhash                                          |
| Quirguistão             | Passa no Lago Issyk Kul                                         |
| China                   |                                                                 |
| Caxemira                | Área administrada pelo Paquistão · Área administrada pela Índia |
| Índia                   | Passa a oeste de Deli                                           |
| Oceano Índico           |                                                                 |
| Oceano Antártico        |                                                                 |
| Antártida               | Território Antártico Australiano, reclamado pela Austrália      |